# Néo Psychikó
Néo Psychikó, en grec moderne : Νέο Ψυχικό, est une localité du dème de Filothéi-Psychikó, dans le district régional d'Athènes-Nord en Attique, Grèce.
Selon le recensement de 2011, la population de la localité s'élève à 10 137 habitants et s'étend sur une superficie d'un km2.
Il s'agit d'un petit quartier qui s'est développé autour de la petite église d'Agía Sofía, créé à l'origine comme une extension de Chalándri. Les premières résidences ont été construites par des Athéniens s'installant à l'est du centre d'Athènes, en raison de l'afflux de population qu'a connu Athènes lors de la catastrophe de l'Asie Mineure en 1923 et le 26 septembre 1946, elle est rebaptisée Néo Psychikó.